# 415
| [ Edytuj tabelę ] |                                                    |
| Cesarz Bizancjum  | - 408 Teodozjusz II 450                            |
| Władca Guptów     | - 414 Kumaragupta 455                              |
| Władca Korei      | - 413 Changsu 491                                  |
| Papież            | - 401 Innocenty I 417                              |
| Król Persji       | - 399 Jezdegerd I 420                              |
| Cesarz Rzymu      | - 395 Flawiusz Honoriusz 423                       |
| Król Wandalów     | - 406 Gunderyk 428                                 |
| Król Wizygotów    | - 410 Ataulf 415 - 415 Sigeryk 415 - 415 Walia 419 |

Rok 415 / CDXV
stulecia: IV wiek ~
V wiek ~
VI wiek

lata: 405 «
410 «
411 «
412 «
413 «
414 «
415
» 416
» 417
» 418
» 419
» 420
» 425

## Wydarzenia
- Wizygoci ustanowili swoją stolicę swojego królestwa w Tuluzie.
- Zdobycie Barcelony przez Wizygotów.
- W rozruchach w Aleksandrii zginęła uczona Hypatia.
- Kumaragupta I wystawił Żelazną Kolumnę w Delhi w Indiach.

## Urodzili się
- Barsauma, perski teolog i biskup (zm. ≈492).

## Zmarli
- Ataulf, król Wizygotów.
- Hypatia z Aleksandrii, matematyczka i filozofka (ur. ≈370).
- Sigeryk, król Wizygotów.